# Vertú
Vertú o Ver Tú fue una banda de jazz rock creada en el 1998 por Stanley Clarke y Lenny White, bajista y baterista respectivamente del supergrupo de jazz rock de los años 70 Return to Forever. La formación de Ver Tú se completó con músicos de la talla de Richie Kotzen en guitarras y voz, la teclista Rachel Z y la multifacética violinista Karen Briggs.
Esta efímera banda grabó un solo álbum a mediados de 1999 llamado simplemente Ver Tú al igual que el grupo, y así mismo realizaron algunas pocas performances en vivo. Sin embargo, fue considerado inmediatamente por la crítica como el resurgimiento de la "nueva fusión", y también como los continuadores de la esencia musical de Return to Forever.